# Ixu jarhaskach’e acompañando
Ixu jarhaskach’e acompañando es un cortometraje mexicano en lengua purépecha que fue realizado de manera colectiva, con rotación de roles, por mujeres cineastas pertenecientes al grupo Marea Verde Michoacán.
Fue rodado en la comunidad de Erongarícuaro y Morelia, Michoacán.

## Sinopsis
Mayra, una joven purépecha y madre de dos hijas, se encuentra ante un embarazo no deseado y tiene que tomar una decisión para ello busca el apoyo en mujeres de su comunidad en quienes confía. 

En una entrevista, Celina Yunuen Manuel, comentó:
Queríamos ver el aborto como parte de la vida sexual y reproductiva de las mujeres, ya estábamos cansadas del melodrama que se presenta alrededor del tema. También se acordó abordar el tema desde la ternura, porque en esos momentos se tejen muchas redes de apoyo entre mujeres.

## Historia
Además de la temática que trata, el cortometraje exploró formas diferentes de hacer cine, ya que fue realizado por mujeres cineastas pertenecientes al grupo Marea Verde Michoacán, conformado por Itzel Muñoz Mora, Elizabeth Hernández Nava, Celina Yunuen Manuel Piñón, Rosalba López López, Vanessa Marín Martínez, María Fernanda Placencia Jacuinde, Tamara Órtiz, Jessica Rivera, Sashenka Hernández Estrada, Victoria Equihua, Yannick Castro, Elizabeth Limón Ahumada, Tamara Ortiz Ávila, La Faty-Brujita de las velas, Isis Milian Zamora, Italia Maya Granados, Zuleyma, Elizabeth Téllez JuanPedro y Yaraseth Legorrera Urbina.
Fue parte de la selección de la 12° edición de la Muestra Internacional de Cine con Perspectiva de Género y la Tercera Muestra de Cine en Lenguas Indígenas.